# Requiem for a New York Slice
Requiem for a New York Slice ist ein Jazzalbum von Michael Bisio, Kirk Knuffke und Fred Lonberg-Holm. Die am 5. Oktober 2018 in den Park West Studios, Brooklyn, entstandenen Aufnahmen erschienen am 25. März 2019 auf Iluso Records.

## Hintergrund
Das Trio von Michael Bisio, der hier am akustischen Bass spielte, bestand aus Kirk Knuffke am Kornett und Fred Lonberg-Holm am Cello. Dies war Lonberg-Holms erste Aufnahme mit Bisio oder Knuffke. Im Oktober 2018 erschütterte Mike Panicos plötzlicher, unerwarteter Tod im Alter von 53 Jahren die enge Gemeinschaft des Avantgarde-Jazz und freien Improvisation in New York. Bisio widmete darauf diese Aufnahme Mike Panico (1965–2018), dem Miteigentümer und Produzenten von Relative Pitch Records, der drei Tage vor der Aufnahmesession gestorben war. Für Panico hatten Knuffke und Bisio das Duoalbum Row for William O. (Relative Pitch, 2016) und sieben weitere Sessions aufgenommen. Die Bezeichnungen der einzelnen Sätze entlieh Bisio den Titeln von Gesängen im katholischen Requiem, der Totenmesse („Introit et Kyrie“).

## Titelliste

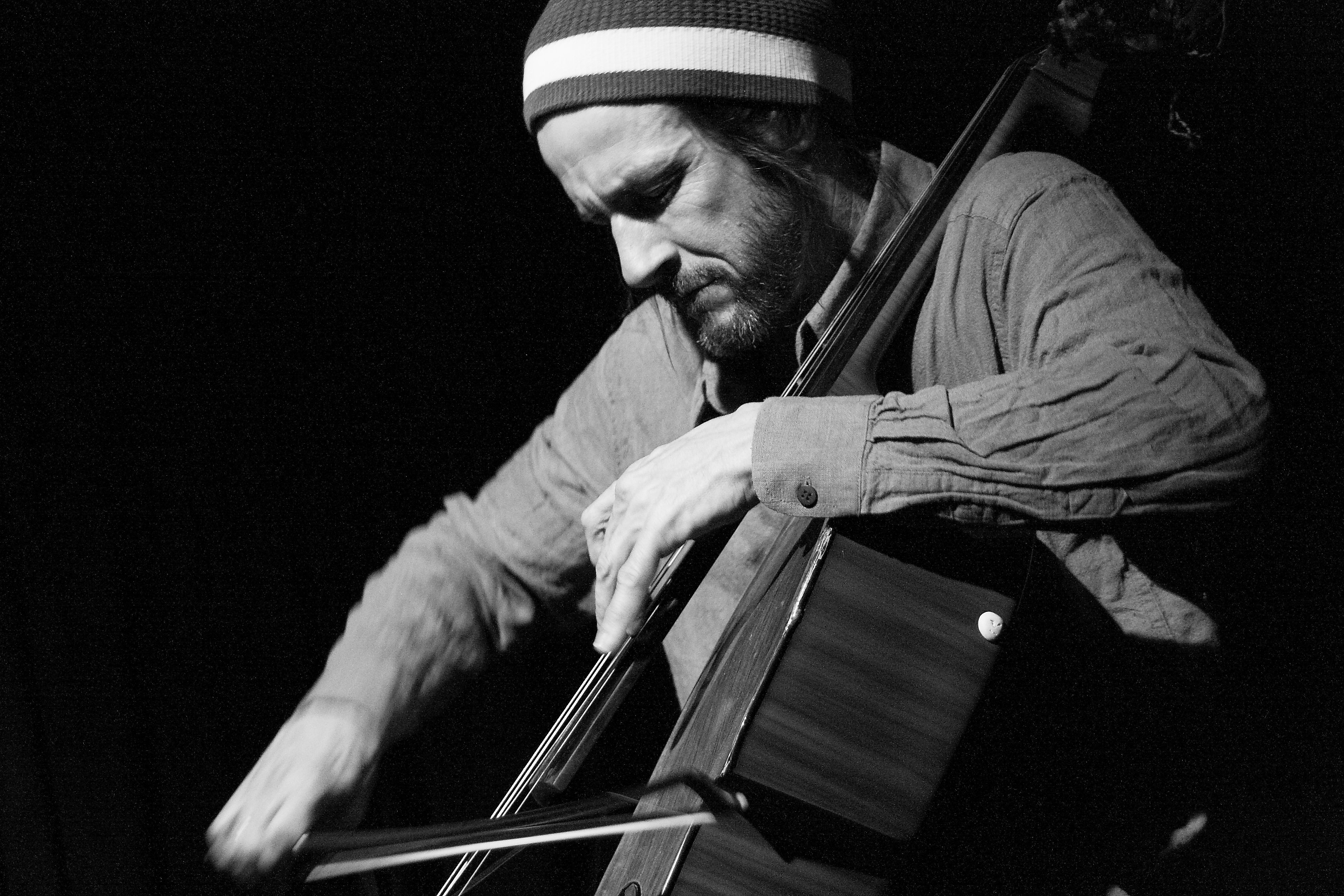
Fred Lonberg-Holm im Club W71, Weikersheim 2013

- Bisio / Knuffke / Lonberg-Holm: Requiem for a New York Slice (Iluso Records IRCD17)[3]

1. Introit et Kyrie 12:36
2. Sanctus 10:22
3. Pie Jesu 18:12
4. Agnus Dei 7:49 (Bisio)
5. In Paradisum 9:38

Alle Kompositionen stammen von Michael Bisio, Kirk Knuffke und Fred Lonberg-Holm.

## Rezeption
Nach Ansicht von Mark Corroto, der das Album in All About Jazz rezensierte, erinnere diese vollständig improvisierte Aufnahmesession in ihrer Energie und Tiefe an John Coltranes legendäre Aufnahmen von „Alabama“, „Lonnie's Lament“ und das Album Meditations (Impulse!, 1966). Es sei schwer, meint der Autor, drei ausdrucksstärkere Musiker zu finden als Bisio, Lonberg-Holm und Knuffke. Dieser Intensität des Ausdrucks werde bei „Sanctus“ auf ein Maximum gehoben. Die Musik des Trio durchstreife bei ihren Improvisationen auch Aaron Coplands Appalachian Spring. „In Paradisum“ sei vielleicht das traurigste und schönste Stück dieser Aufnahme.
Keith Prosk schrieb im Free Jazz Blog, die Erinnerung an Panico lebe in dieser exzellenten Aufnahme weiter. Dynamisch liege der Fokus oft auf den Saiteninstrumenten. Lonberg-Holms klangreicher ständiger Ansturm verflechte sich mit den explorativen Kadenzen, Techniken und Klangfarben von Bisio, um eine Basis zu schaffen, auf der sich Knuffke zwischen erweiterten Techniken bewege, die die Saiteninstrumente gut ergänzten – Wehklagen, schreiende Triller, dünne Dämpfer und gespenstisches Pfeifen – und distanzierteren, reflektierteren, impressionistischeren Interjektionen. „Introit et Kyrie“, „Sanctum“ und „In Paradisum“ enthielten das emotionalste Spiel, das der Autor seit langem gehört hat.
S. Victor Aaron meinte in Something Else!, Jazz sei die Musik purer Emotionen, und das Mittel, mit dem Bisio, Knuffke und Lonberg-Holm ihre Gefühle für diese Tragödie geklärt hätten. Als Improvisationskünstler auf höchstem Niveau behandelten sie bereits zuvor jede Aufführung als eine Art Requiem, aber diesmal gibt es einen zusätzlichen Impuls, der sich meisterhaft in diesen fünf improvisierten Aufführungen der Gruppe zeige. Der Free Jazz, der von drei führenden Größen der New Yorker Downtown-Szene gemacht werde, repräsentiere „ein saftiges Stück der Klänge der Stadt. Und Mike Panico hätte diese Klänge sicherlich genauso genossen wie das perfekte New Yorker Stück [Pizza]“(in Anspielung auf den Albumtitel Requiem for a New York Slice, der sich auf Panicos ständige Suche nach den besten Pizzastücken in seiner Heimatstadt New York beziehe.)